# Başak Parlak
Başak Parlak (* 3. November 1989 in Tekirdağ) ist eine türkische Schauspielerin und Model.

## Leben und Karriere
Parlak wurde am 3. November 1989 in Tekirdağ geboren. Ihren Durchbruch hatte sie 2007 in der Fernsehserie Fikrimin İnce Gülü. 2008 trat sie in Serçe auf. Anschließend bekam sie 2013 eine Rolle in Şevkat Yerimdar. Danach spielte Parlak 2016 in dem Film Şevkat Yerimdar 2: Bizde Sakat Çok mit. Unter anderem wurde sie 2017 für die Serie Kış Güneşi gecastet. Zwischen 2017 und 2018 tauchte sie in Şevkat Yerimdar auf.

## Filmografie
Filme
- 2006: Geceler Yarim Oldu
- 2006: Memleket Hikayeleri - Arda Boyları
- 2006: Memleket Hikayeleri: Evlerinin Önü Mersin
- 2009: Süpürr!
- 2010: Mahpeyker Kösem Sultan
- 2013: Neva
- 2013: Şevkat Yerimdar
- 2014: Bana Adını Sor
- 2016: Şevkat Yerimdar 2: Bizde Sakat Çok
- 2018: Bebek Geliyorum Demez

Serien
- 2003: Zalim
- 2004: Ayışığı Neredesin
- 2004: Büyük Buluşma
- 2005: Beşinci Boyut
- 2005: Acı Hayat
- 2005: Emret Komutanım
- 2006–2008: Doktorlar
- 2007: Fikrimin İnce Gülü
- 2008: Serçe
- 2009: Uygun Adım Aşk
- 2010–2011: Papatyam
- 2011: Sırat
- 2011–2012: Yamak Ahmet
- 2013–2014: Fatih Harbiye
- 2014: Sevdam Alabora
- 2014: Bugünün Saraylısı
- 2015: Bir Deniz Hikayesi
- 2016: Kış Güneşi
- 2017–2018: Şevkat Yerimdar
- 2021–2022: Kanunsuz Topraklar